# 奧斯科達鎮區 (密歇根州)
奧斯科達鎮區（英語：Oscoda Township）是位於美國密歇根州艾奧斯科縣的一個特設鎮區。

## 地方資料
奧斯科達鎮區的面積為340.01平方千米，當中陸地面積為315.95平方千米，而水域面積為24.06平方千米。根據2020年美國人口普查的數據，當地共有人口7152人，而人口密度為每平方千米21.03人。